# 約納·羅生福
約納·羅生福（德語：Jona Michael Rosenfeld，1922年11月30日—），德國出生，後移民到巴勒斯坦。是社會工作者及心理醫師。1991 年成為保羅比而瓦得社福工作學校（Paul Baerwald School of Social Work and Social Walfare）榮譽博士。在以色列布魯克達兒童與青年研究中心（Myers-JDC-Brookdale Institute）創立「從成功學習與永續學習」服務學程。
1970年在聯合國研討會上受若瑟·赫忍斯基神父和主席奧莉雯·德佛絲啟發，後致力於第四世界運動。

## 獎項
1998年獲得以色列社會工作獎。
2011年獲得美國芝加哥大學艾伯特社會工作獎（Edith Abbott Award）。

## 中文出版書籍
- （合著）《民主藝匠：公眾、赤貧家庭及社會體制如何結盟，攜手改變社會？》（Artisans of Democracy），2017年，繁體中文由心靈工坊出版，ISBN 978-986-357-099-8